# 龙兴站 (重庆轨道交通)
龙兴站位于重庆市渝北区，是重庆轨道交通4号线车站，车站编号4/19。

## 结构
龙兴站为地下岛式车站。